# Jan Grzesik
Jan Grzesik (Olesno, 1994. október 21. –) lengyel labdarúgó, a Radomiak hátvédje.

## Pályafutása
Grzesik a lengyelországi Olesno városában született. Az ifjúsági pályafutását a Małapanew Ozimek, az Olesno, a Targówek és a Polonia Warszawa csapatában kezdte, majd a Legia Warszawa akadémiájánál folytatta.
2013-ban mutatkozott be a Legia Warszawa tartalékkeretében. 2013 és 2015 között a Zagłębie Sosnowiec és a Pogoń Siedlce csapatát erősítette kölcsönben. 2015-ben a Nadwiślan Góra, majd 2016-ban a Siarka Tarnobrzeg szerződtette. 2018-ban a másodosztályban szereplő ŁKS Łódźhoz igazolt. A 2018–19-es szezonban feljutottak az első osztályba. 2020. augusztus 24-én hároméves szerződést kötött a Warta Poznań együttesével. Először a 2020. szeptember 12-ei, Piast Gliwice ellen 0–0-ás döntetlennel zárult mérkőzésen lépett pályára. Első gólját 2020. november 21-én, a Wisła Kraków ellen hazai pályán 2–1-re megnyert találkozón szerezte meg. 2023. július 1-jén a Radomiakhoz írt alá.

## Statisztikák
2023. május 22. szerint
| Klub         | Szezon   | Osztály     | Bajnokság | Bajnokság | Kupa és Ligakupa | Kupa és Ligakupa | Nemzetközi | Nemzetközi | Összesen | Összesen |
| Klub         | Szezon   | Osztály     | Meccs     | Gól       | Meccs            | Gól              | Meccs      | Gól        | Meccs    | Gól      |
| ------------ | -------- | ----------- | --------- | --------- | ---------------- | ---------------- | ---------- | ---------- | -------- | -------- |
| ŁKS Łódź     | 2018–19  | I Liga      | 29        | 0         | 0                | 0                | —          | —          | 29       | 0        |
| ŁKS Łódź     | 2019–20  | Ekstraklasa | 30        | 1         | 1                | 0                | —          | —          | 31       | 1        |
| ŁKS Łódź     | Összesen | Összesen    | 59        | 1         | 1                | 0                | 0          | 0          | 60       | 1        |
| Warta Poznań | 2020–21  | Ekstraklasa | 27        | 4         | 1                | 0                | —          | —          | 28       | 4        |
| Warta Poznań | 2021–22  | Ekstraklasa | 34        | 3         | 0                | 0                | —          | —          | 34       | 3        |
| Warta Poznań | 2022–23  | Ekstraklasa | 30        | 4         | 2                | 1                | —          | —          | 32       | 5        |
| Warta Poznań | Összesen | Összesen    | 91        | 11        | 3                | 1                | 0          | 0          | 94       | 12       |
| Összesen     | Összesen | Összesen    | 150       | 12        | 4                | 1                | 0          | 0          | 154      | 13       |

## Sikerei, díjai
ŁKS Łódź
- I Liga
  - Feljutó (1): 2018–19